# The Wailing Wailers
The Wailing Wailers är ett album av den jamaicanska reggaegruppen The Wailers, utgivet 1965 på skivbolaget Studio One.

## Låtlista
Sida ett
1. "I Am Gonna Put It Down" - 3:08
2. "I Need You" - 3:07
3. "Lonesome Feeling" - 2:53
4. "What's New Pussycat" - 2:59
5. "One Love" - 3:21
6. "When the Well Runs Dry" - 2:55

Sida två
1. "Ten Commandments of Love" - 4:07
2. "Rude Boy" - 2:06
3. "It Hurts to Be Alone" - 2:45
4. "Love & Affection" - 2:38
5. "I Am Still Waiting" - 3:33
6. "Simmer Down" - 2:46